# Béatrice de Tilière
Béatrice de Tilière est une mathématicienne franco-suisse spécialiste de mécanique statistique, née le 25 décembre 1976. Elle est professeure de mathématiques à l'Université Paris-Dauphine-PSL depuis 2019, et directrice de la Fondation Sciences Mathématiques de Paris depuis 2023. En 2017, elle a obtenu la médaille de bronze du CNRS, et a été membre Junior de l’Institut Universitaire de France (2017-2022).

## Biographie
Béatrice de Tilière a effectué sa thèse à l'Université Paris-Sud de 2001 à 2004 sous la direction de Richard Kenyon. Elle devient ensuite attachée temporaire d’éducation et de recherche (ATER) à l'Université Paris-Descartes jusqu'en 2005, puis effectue un post-doctorat à l'Université de Zürich. De 2007 à 2010, elle est maître-assistante à l'Université de Neuchâtel. Elle est ensuite recrutée comme maîtresse de conférences au LPMA, Université Pierre et Marie Curie, puis devient en 2015 professeure au LAMA, Université Paris-Est Créteil, où elle obtient son habilitation à diriger des recherches en 2013. Depuis 2019, elle est professeure au laboratoire CEREMADE de l'Université Paris-Dauphine-PSL.
En 2023, elle prend la direction de la Fondation sciences mathématiques de Paris, succédant à Isabelle Gallagher.

## Prix et distinctions
- 2017 : Médaille de bronze du CNRS[5].
- 2017-2022 : Membre junior de l'Institut universitaire de France[6].

## Travaux
Ses recherches portent sur la mécanique statistique, notamment sur les modèles exactement solubles (en) en dimension deux, comme le modèle de dimères, le modèle d'Ising, le modèle des arbres couvrants, et se situent à l'interface avec la combinatoire et la géométrie discrète. Elle a notamment travaillé sur les régimes Z-invariants (ou invariants par la transformation triangle-étoile) de ces modèles sur les graphes isoradiaux, et a obtenu des résultats d'intégrabilité et d'universalité en dehors du point critique, dans une série de collaborations avec Cédric Boutillier et Kilian Raschel.
Elle participe également à diverses activités de diffusion et de vulgarisation, notamment auprès de lycéennes.